# Войнов Юрій Миколайович
Ю́рій Микола́йович Во́йнов (29 листопада 1931, селище Калінінське, Московська область, Російська РФСР, СРСР — 22 квітня 2003, Київ, Україна) — радянський футболіст, півзахисник, радянський і український тренер. Один із найкращих правих хавбеків світу кінця 1950-х — початку 1960-х. Чемпіон Європи у складі збірної СРСР (1960). 
Заслужений майстер спорту СРСР (1959). Заслужений тренер Української РСР (1968).

## Біографія
Юрій Войнов розпочав свою кар'єру виступами за команду заводу ім. Калініна, м. Калінінград Московської області (1949—1950), далі у скромному митищинському «Зеніті», з яким однак виграв у 1950 році першість Московської області.
У 19-річному віці Войнова запрошують в інший «Зеніт» — із Ленінграда. У 1954 році вперше був викликаний у збірну СРСР на матч зі збірною Угорщини. У листопаді 1955 року, встигнувши проявити себе у збірній, він перейшов із «Зеніта» у київське «Динамо», куди його запросив Олег Олександрович Ошенков.
Деякий час перехід в київську команду був під питанням (через інтриги московських клубів), і лише перед самісіньким стартом футбольного сезону 1956 року Войнову дозволили грати за «Динамо». У 1959 році команду залишив Ошенков, а місце головного зайняв москвич В'ячеслав Соловйов, перед яким стояло завдання — виграти чемпіонат СРСР.
Восени 1961 року разом з київським «Динамо» виграв золоті медалі чемпіонів СРСР. Це був 1-й успіх киян.

### Успіхи в матчах за збірну СРСР
За підсумками ЧС-1958 Войнов ввійшов до складу символічної збірної світу (куди не попав знаменитий Пеле).
Перший Кубок Європи, виграний збірною СРСР у 1960 році, — найвище досягнення у футбольній кар'єрі Юрія Войнова. В 1/8 фіналу у суперники збірної СРСР попали угорці. В Москві наша команда виграла — 3:1. В Будапешті збірна СРСР знову святкувала перемогу — 1:0. Переможний гол забив Войнов.
Разом з командою грав і в Парижі, на «Парк де Пренс». Провів обидва матчі — з Чехословаччиною і Югославією. У фіналі взяв участь в гольовій комбінації, яка привела до переможного голу Віктора Понєдєльника.
Став першим і єдиним футболістом київського «Динамо», який завоював титул чемпіона Європи.

### Статистика виступів
| Сезони | Команди     | Чемпіонат | Чемпіонат | Кубок | Кубок | Турнір КФСС | Турнір КФСС | Збірна СРСР | Збірна СРСР | Збірна України | Збірна України | Сума | Сума |
| Сезони | Команди     | Ігри      | Голи      | Ігри  | Голи  | Ігри        | Голи        | Ігри        | Голи        | Ігри           | Голи           | Ігри | Голи |
| ------ | ----------- | --------- | --------- | ----- | ----- | ----------- | ----------- | ----------- | ----------- | -------------- | -------------- | ---- | ---- |
| 1951   | «Зеніт»     | 22        | 0         | 3     | 0     |             |             |             |             |                |                | 25   | 0    |
| 1952   | «Зеніт»     | 13+1      | 1         | 2     | 0     | 8           | 1           |             |             |                |                | 24   | 2    |
| 1953   | «Зеніт»     | 20        | 1         | 1     | 0     |             |             |             |             |                |                | 21   | 1    |
| 1954   | «Зеніт»     | 22        | 2         | 4     | 0     |             |             | 1           | 0           |                |                | 27   | 2    |
| 1955   | «Зеніт»     | 21        | 1         | 1     | 0     |             |             | 3           | 2           |                |                | 25   | 3    |
| 1956   | «Динамо» К. | 21+1      | 2         |       |       |             |             |             |             | 5              | 5              | 27   | 7    |
| 1957   | «Динамо» К. | 18        | 1         | 2     | 0     |             |             | 7           | 1           |                |                | 27   | 2    |
| 1958   | «Динамо» К. | 20+1      | 3         | 1     | 0     |             |             | 9           | 1           |                |                | 31   | 4    |
| 1959   | «Динамо» К. | 20+1      | 0         |       |       |             |             | 3           | 1           |                |                | 24   | 1    |
| 1960   | «Динамо» К. | 24        | 4         |       |       |             |             | 3           | 0           |                |                | 27   | 4    |
| 1961   | «Динамо» К. | 21        | 3         | 1     | 0     |             |             |             |             |                |                | 22   | 3    |
| 1962   | «Динамо» К. | 30        | 6         | 1     | 0     |             |             |             |             |                |                | 31   | 6    |
| 1963   | «Динамо» К. | 19        | 3         |       |       |             |             |             |             |                |                | 19   | 3    |
| 1964   | «Динамо» К. | 2         | 0         |       |       |             |             |             |             |                |                | 2    | 0    |
| Всього | Всього      | 277       | 27        | 16    | 0     | 8           | 1           | 26          | 5           | 5              | 5              | 332  | 38   |

У таблиці через «+» вказані анульовані та не дограні матчі. Турнір Комітету фізкультури та спорту СРСР відбувся перед сезоном-1952 і був одним із радянських аналогів європейських Кубків ліг. Збірна Української РСР у найсильнішому складі виступила на Спартакіаді народів СРСР 1956 року, а також у товариській зустрічі, що передувала змаганням.

### Тренерська кар'єра
У 1964 році Войнов переїхав до Одеси, очолив «Чорноморець» і вивів його у вищу лігу (1964) та у півфінал Кубка СРСР 1966) В цій команді у тренера Войнова грали екс-партнери по «Динамо» Валерій Лобановський і Олег Базилевич.
Після «Чорноморця» Войнов тренував миколаївський «Суднобудівник» (1967—1969, 1978—1979 , 1968 команда перемогла у підгрупі і вийшла до фіналу 4-х, що боролись за вихід до вищої ліги, а у 1969 вивів до півфіналу кубка СРСР), донецький «Шахтар» (1969—1970), полтавський «Будівельник» (1970—1972), харківський «Металіст» (1972—1973) і київський СКА (1976—1977). Пізніше деякий час працював інструктором фізкультури на заводі, а в 57 років пішов на пенсію.
Після розпаду СРСР виявився практично нікому не потрібним. Через низьку пенсію змушений був підпрацьовувати різноробочим, деякий час навіть подумував про самогубство. За власним зізнанням, від петлі врятував Григорій Суркіс, який запросив працювати у щойно створену ПФЛ України. У 1996 році Войнов зайняв посаду головного інспектора.
Помер 22 квітня 2003 року у Києві. Похований на Байковому кладовищі (ділянка № 52а).

## Командні досягнення
- Чемпіон Європи: 1960
- Переможець Міжнародних дружніх ігор молоді (1): 1957.
- Бронзовий призер Спартакіади народів СРСР (1): 1956.
- Чемпіон СРСР (1): 1961.
- Срібний призер чемпіонату СРСР (1): 1960.

## Індивідуальні досягнення
- Номінант на Золотий м'яч 1959
- Футболіст року в СРСР (1): 1958.
- Футболіст року в Україні (4): 1957, 1958, 1959, 1960.
- Футболіст року серед українських клубів (3): 1957, 1959, 1960.
- У списках найкращих футболістів України (7): 1957 (№ 1), 1958 (№ 1), 1959 (№ 1), 1960 (№ 1), 1961 (№ 1), 1962 (№ 1), 1963 (№ 1).
- У списках найкращих футболістів СРСР (4): 1953 (№ 3), 1957 (№ 1), 1959 (№ 1), 1960 (№ 1).
- У 10-ці найкращих спортсменів України (2): 1957 (№ 9), 1958 (№ 3).

## Визнання
- У списку найкращих футболістів СРСР 70-ліття (1922—1992): № 9.
- У списку найкращих півзахисників СРСР 75-ліття (1917—1992): без місця.
- У списку найкращих центральних півзахисників СРСР 55-ліття (1936—1991): № 2.
- У списках найкращих футболістів України за десятиліттями: 1950-ті — № 4.
- У списку найкращих центральних півзахисників України ХХ століття: № 1.
- У списку найтитулованіших футболістів України ХХ століття: № 37.
- У списку найкращих футболістів України півстоліття (1954—2003): № 4.